# I Don't Wanna Be a Star
I Don't Wanna Be a Star è il quarto singolo estratto dall'album di esordio di Corona, The Rhythm of the Night.
La canzone, che rispetto ai precedenti singoli aveva sonorità disco, raggiunse buone posizioni in classifica, pur non raggiungendo lo straordinario successo dei singoli precedenti. Raggiunse la sesta posizione in Finlandia.

## Tracce
CD-Single
1. "I Don't Wanna Be a Star" (70's Radio Edit) (4:33)
2. "I Don't Wanna Be a Star" (Lee Marrow E.U.R.O. Radio Edit) (3:58)

CD-Maxi
1. "I Don't Wanna Be a Star" (Lee Marrow E.U.R.O. Radio Edit) (3:58)
2. "I Don't Wanna Be a Star" (Lee Marrow 70's Radio Edit) (4:33)
3. "I Don't Wanna Be a Star" (Lee Marrow Club Mix) (5:32)
4. "I Don't Wanna Be a Star" (Lee Marrow Eurobeat Mix) (6:51)
5. "I Don't Wanna Be a Star" (Lee Marrow & The Magnificent 70's Mix) (6:27)
6. "I Don't Wanna Be a Star" (Lee Marrow Original Long Mix) (4:57)
7. "I Don't Wanna Be a Star" (UK Hardcor-Ona Dub) (5:37)
8. "I Don't Wanna Be a Star" (Acappella) (3:58)

12"-Maxi
A-side :
1. "I Don't Wanna Be a Star" (Lee Marrow Eurobeat Mix) (6:51)
2. "I Don't Wanna Be a Star" (Lee Marrow Club Mix) (5:32)
3. "I Don't Wanna Be a Star" (Acappella) (3:58)

B-side :
1. "I Don't Wanna Be a Star" (Lee Marrow & The Magnificent 70's Mix) (6:27)
2. "I Don't Wanna Be a Star" (Lee Marrow Original Long Mix) (4:57)
3. "I Don't Wanna Be a Star" (UK Hardcor-ona Dub) (5:37)

7"-Maxi
A-side :
1. "I Don't Wanna Be a Star (Lee Marrow & The Magnificent 70's Mix) (6:27)

B-side :
1. "I Don't Wanna Be a Star" (Lee Marrow Eurobeat Mix) (6:51)

## Formazione
- Creato, arrangiato e prodotto da Checco and Soul Train for a Lee Marrow production
- Engineered by Francesco Alberti at Casablanca Recordings (Italia), Graphic Art Sunrise (Italy)
- 'UK Hardcor-Ona Dub' : 
  - Remix and additional production by Gino Olivieri and Ivan Palvin for Premier Musik Productions Inc.
  - Assisted by Marco Vani
  - Mix engineered by Bruno Ruffolo at In-Da-Mix Studio, Montréal (Canada)
  - Re-organised, replayed and reconstructed by DJ Moisha and Mixmaster Irving

## Classifiche
| Classifica (1995)      | Posizione raggiunta |
| ---------------------- | ------------------- |
| Italia                 | 2                   |
| Canada RPM Dance Chart | 6                   |
| Finlandia              | 6                   |
| Francia                | 18                  |
| Germania               | 69                  |
| Regno Unito            | 22                  |
| Austria                | 25                  |
| Spagna                 | 1                   |
| Svezia                 | 37                  |

| Classifica di fine anno (1995) | Posizione |
| ------------------------------ | --------- |
| Italia                         | 11        |